# Attentato di Macerata
L'attentato di Macerata è stato un attacco terroristico con arma da fuoco verificatosi a Macerata, il 3 febbraio 2018.
Ha avuto ampia risonanza mediatica e ha interessato la politica, in quanto ha avuto un'accertata motivazione razzista e si è verificato nel corso della campagna elettorale per le elezioni politiche del 2018.

## Storia
Verso le ore 11 di sabato 3 febbraio 2018, nel centro della città di Macerata furono esplosi alcuni colpi di pistola da un'autovettura in movimento, una Alfa Romeo 147 nera, ferendo diverse persone e colpendo anche negozi ed edifici. I colpi furono esplosi con una Glock 17, pistola semiautomatica calibro 9, davanti alla stazione, in via dei Velini e in via Spalato, ma anche a Piediripa di Macerata, Casette Verdini, in via Pancalducci e a Borgo San Giuliano.
Uno dei punti colpiti fu la sede locale del Partito Democratico. Nell'attacco rimasero ferite sei persone, tutti immigrati originari dell'Africa subsahariana con età compresa tra i 20 e i 32 anni. Il sindaco di Macerata Romano Carancini (Partito Democratico) diramò l'allerta, invitando i cittadini a restare in casa, avvertendo della presenza di una persona che stava sparando in città e informando di aver imposto l'interruzione dei servizi di trasporto pubblico e di aver chiesto alle scuole di tenere i bambini all'interno.
Per l'attacco venne arrestato Luca Traini, un uomo di 28 anni incensurato, il quale, secondo la ricostruzione, sarebbe partito in auto da Tolentino e, dopo aver sparato, sarebbe sceso dall'auto davanti al Monumento ai Caduti cittadino, dove avrebbe fatto il saluto romano e gridato "Viva l'Italia" con un tricolore legato al collo, prima di arrendersi alle forze dell'ordine.
Nella sua casa furono rinvenuti elementi riconducibili all'estrema destra, tra cui una copia del Mein Kampf e una bandiera con la croce celtica.
Fu inoltre accertato che Traini si era candidato con la Lega Nord per le elezioni comunali di Corridonia del 2017, dove non aveva ricevuto alcuna preferenza; nel programma del candidato sindaco per il Carroccio vi era anche il "controllo degli extracomunitari".
L'attacco con arma da fuoco, che si appurò essere stato indirizzato appositamente verso gli immigrati, fu ricondotto a una matrice razzista.
Si diffuse inizialmente una notizia che ipotizzava che Traini conoscesse Pamela Mastropietro, una ragazza di 18 anni uccisa a Macerata pochi giorni prima, e che quindi l'attentato potesse essere una vendetta per l'omicidio; tale ipotesi venne tuttavia smentita dai familiari della giovane. Traini dichiarò, tuttavia, che la sua intenzione iniziale era quella di recarsi in tribunale e uccidere Innocent Oseghale, lo spacciatore di droga nigeriano arrestato proprio con l'accusa di aver assassinato Pamela Mastropietro (il quale in seguito verrà condannato all'ergastolo), e di aver cambiato idea solo successivamente, decidendo di attuare un attacco con arma da fuoco verso persone di colore casuali.

## L'attentatore
Da anni vicino agli ambienti dell'estrema destra, in particolare a movimenti come Forza Nuova e CasaPound, e candidato alle elezioni amministrative del 2017 per il consiglio comunale di Corridonia, comune marchigiano di quindicimila abitanti, nelle file della Lega Nord, Traini venne definito dai conoscenti come una personalità borderline con problemi. Intervistato dal "Messaggero" nel 2022, durante la detenzione in carcere, Luca Traini stesso dirà che avrebbe dovuto essere seguito da uno specialista.
Il nome di Traini comparve successivamente su uno dei caricatori utilizzati durante gli attentati di Christchurch (Nuova Zelanda) del 15 marzo 2019, insieme ai nomi di molte altre figure storiche legate a conflitti storici tra cristiani e musulmani, ai nomi di vittime di attacchi terroristici di matrice islamista e ai nomi di altre persone che compirono attentati contro musulmani o persone di colore.

## Inchiesta giudiziaria
La Procura della Repubblica di Macerata formulò nei confronti di Luca Traini l'accusa di strage aggravata dalla finalità di razzismo, oltre a contestargli altri reati, tra cui il porto abusivo d'arma da fuoco.
Il 3 ottobre 2018 Traini fu condannato a 12 anni di reclusione con rito abbreviato, condanna poi confermata il 2 ottobre 2019 dalla corte d'assise d'appello di Ancona e il 24 marzo 2021 dalla Cassazione.
A marzo 2025 dopo aver scontato 7 dei 12 anni di reclusione, il Tribunale di sorveglianza accoglie l'istanza di scarcerazione e Traini torna in libertà con affidamento ai servizi sociali.